# Dahlenheim
Dahlenheim es una localidad y comuna francesa, situada en el departamento del Bajo Rin en la región de Alsacia.
- Datos: Q21217
- Multimedia: Dahlenheim / Q21217

1. ↑  Worldpostalcodes.org, código postal n.º 67310.
2. ↑  INSEE, Datos de población para el año 2012 de Dahlenheim (en francés).